# Hippolyt Guarinoni

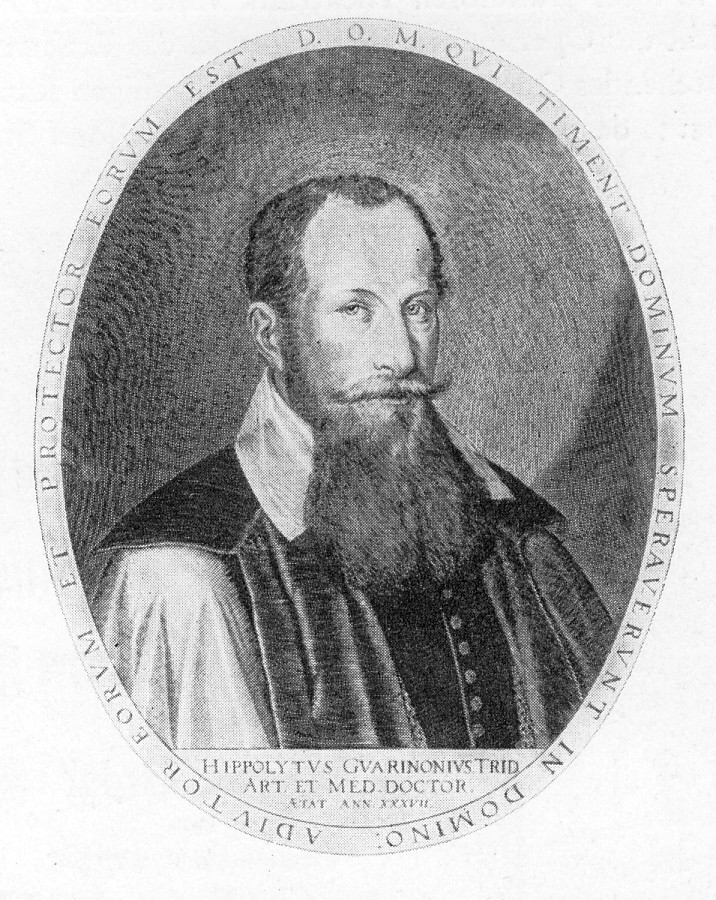
Hippolyt Guarinoni, Kupferstich von Raphael Sadeler

Hippolyt Guarinoni (auch Ippolito Guarinoni und Hippolytus Guarinonius) (* 18. November 1571 in Trient; † 31. Mai 1654 in Hall in Tirol) war ein Arzt und Universalgelehrter, der in Hall praktizierte. Als Vertreter eines militanten Katholizismus veranlasste er maßgeblich die Erbauung der Karlskirche in Volders und begründete den antisemitischen Anderl-von-Rinn-Kult.

## Biografische Notizen

### Guarinonis Wirken als Arzt und Prediger
Hippolyt Guarinoni war der Sohn des kaiserlichen Leibarztes Bartholomäus Guarinoni und der Trienter Bürgerstochter Catharina Pellegrini. Da seine Eltern wegen familiärer Widerstände nicht hatten heiraten können – beide gingen später andere Ehen ein –, kam das Kind unehelich auf die Welt. Um den später zu Ehren Gekommenen von diesem Makel zu befreien, wurde er im Jahre 1618 von Papst Paul V. für ehelich erklärt.
Seine Kindheit verbrachte Hippolytus in Trient, später übersiedelte er mit dem Vater nach Wien und schließlich folgte er ihm 1583 an Hof Kaiser Rudolfs II. in Prag, wo er im dortigen Jesuiten-Gymnasium eine sorgfältige und umfassende Bildung erhielt. Der Unterricht bei den Jesuiten war für den wissbegierigen jungen Mann prägend für das ganze Leben. Von 1593 bis 1597 studierte Guarinoni an der Universität Padua Medizin; darüber hinaus besuchte er Vorlesungen in Theologie und Philosophie. Nach Absolvierung seiner Studien ordinierte er als Arzt in Trient (1598) und in Hall in Tirol (1601), wo er zum Stadtphysikus aufstieg. 1607 wurde Guarinoni zum Leibarzt der Erzherzoginnen Eleonore und Maria Christina im Haller Damenstift ernannt. Als Tirol im Jahre 1611 von der Pest heimgesucht wurde, verließ er die Stadt Hall, regte aber die Erbauung von provisorischen Hütten an, in welche die Kranken aus ihren sanitätswidrigen Spelunken übertragen wurden, und trieb die Regierung an, die oft nur schleppend vor sich gehende Säuberung der infizierten Örtlichkeiten zu veranlassen. Überhaupt war die hygienische Prophylaxe zur Abwehr der Seuchen eines von Guarinonis Hauptanliegen. So hatte er 1610 eine bahnbrechende Schrift zu Hygiene verfasst. Daneben beschäftigte er sich mit den Wirkungen von Heilquellen und empfahl zur körperlichen Ertüchtigung sportliche Betätigung. Von ihm stammt auch der Spruch: „Achtung auf die Natur und zurück zu ihr, Maßhalten in jedem!“
Die eigentliche Leidenschaft Guarinonis galt aber der Festigung und Reform des Katholizismus, was ihm das Wohlwollen konservativer Kreise, aber auch die permanente Abneigung des Haller Stadtrates und vieler Bürger eintrug. Wenn es darum ging, die katholische Sache voranzubringen, war Guarinoni um die Mittel nicht verlegen, sogar den Einsatz von List und Schmeichelei hielt er in diesem Zusammenhang für legitim. Manchmal ging sein Fanatismus selbst seinen Lehrern, den Jesuiten, zu weit: „Mein Gott, was hebt der guete Dr. Guarinoni nit an! Wäre wol besser, er bliebe bey seiner Fakultät!“ meinte einmal einer seiner Weggefährten, als dieser es bei einem theologischen Streitgespräch gar zu bunt trieb. So denunzierte er 1611 den Bozener Theosophen Adam Haslmayr beim Tiroler Landesfürsten Erzherzog Maximilian dem Deutschmeister, was zu Haslmayrs Galeerenstrafe in Genua führte, die dieser jedoch überlebte.
Von 1620 an bis zu seinem Tod baute Guarinoni an der Karlskirche, die von ihm selbst entworfen wurde, und zeichnete auch für die Errichtung von anderen Sakralbauten verantwortlich. In dieser Zeit entstanden auch zahlreiche seiner medizinischen und religiösen Schriften.
1628 erhielt er von Bischof Daniel Zeno von Brixen die Erlaubnis, als Laientheologe in den Bergdörfern zu katechesieren. So wurde er ein „weltlicher Jesuiter“, wie er sich selbst charakterisierte. Auf seinen Streifzügen durch das Land hat Guarinioni nicht nur Zucht und Sitte gepredigt, sondern auch praktische Sittenpolizei geübt. Überall sah er sich von Leichtfertigkeit und „Lüderlichkeit“ umgeben. Dementsprechend harsch fiel dann auch meist seine Kritik aus.

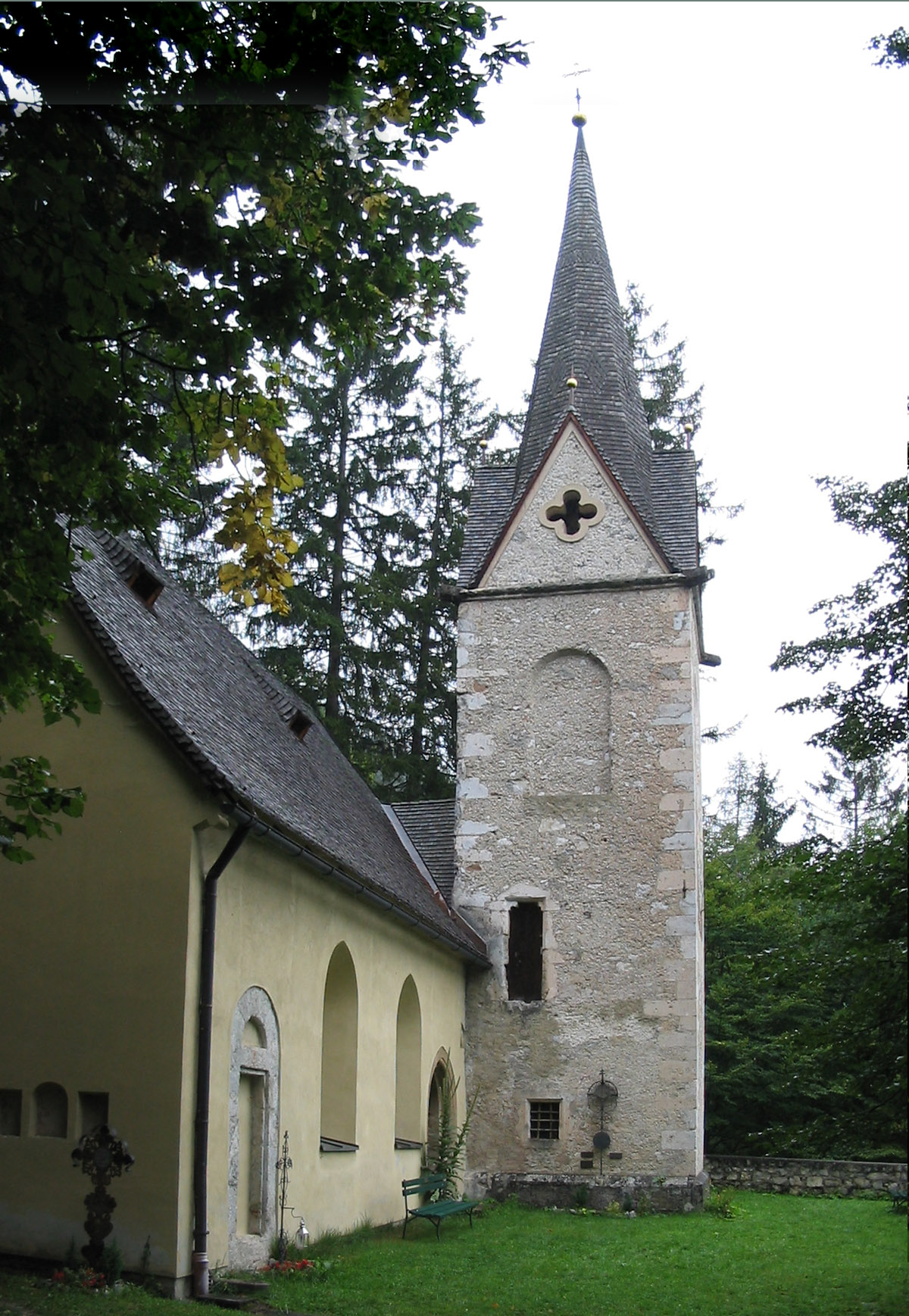
Lindenkirche in St. Georgenberg

Ob seiner Bemühungen um die Volksgesundheit wurde er von Kaiser Ferdinand II. zum Erzarzt von und zu Hoffberg und Volderthurn ernannt. Sein Einsatz für die katholische Sache belohnte der Papst, indem er ihn zum Ritter vom goldenen Sporn schlagen ließ.
Guarinoni war zweimal verheiratet. Seine erste Frau Cariatas Thaler gebar ihm 8 Kinder, darunter Drillinge, die unmittelbar nach der Geburt starben und bei der Nottaufe alle den Namen Christina (C. Fides, C. Spes und C. Charitas) empfingen: „Den 4. Tag Mertzen im 1604 Jahr Charitus oder Lieb der größ uns drey gebar. Drey Christinae, drey Schwestern, drey Gottes Gab, die zumal beschloss ein Leib, jetzt beschleußt ein Grab. In einer Stund wird geboren, lebten und sturben zugleich, und führen von Lieb zu Lieb ins Himmelreich. Hippolytus Guarinonius, Art. & Doc. & Charitas Tallerin moestiss. Parent. Dulcis. F.F.F. posuere.“ Eine Alabastertafel, die neben der Kanzel der Lindenkirche (auch Dreifaltigkeitskirche) auf St. Georgenberg in Fiecht eingemauert ist, erinnert an dieses schicksalhafte Ereignis. Zwei Jahre nach dem Tod seiner Frau heiratete Guarinoni Helena von Spieß, eine ehemalige Hofdame. Auch mit ihr hatte er zwei Söhne.

### Der Architekt und Bauherr

Karlskirche in Volders

Äußeres Zeichen des religiösen Eifers Guarinonis ist die Karlskirche in Volders, die er nach seinen Plänen von seinem beträchtlichen Vermögen errichten ließ. Die fast orientalisch anmutende Kirche – Kunsthistoriker beschreiben den Stil als „venetianisches Barock“ – ist eines der merkwürdigsten sakralen Bauwerke Tirols. Der Bau, dessen Grundriss dem Petersdom in Rom nachempfunden ist, musste wegen finanzieller Schwierigkeiten Guarinonis wiederholt unterbrochen werden und konnte deshalb erst am 25. Juli 1654, somit 34 Jahre nach der Grundsteinlegung am 2. April 1620 eingeweiht werden. Guarinoni hat diesen Freudentag nicht mehr erlebt, er starb zwei Monate vor der Einweihung in Hall. Die Karlskirche ist auch zu seiner Begräbnisstätte geworden. Vor den Stufen des Dreikönigsaltars zeigt eine weiße Marmorplatte mit dem Wappen des Stifters, dass hier Guarinoni mit seiner Gattin und zweien seiner Söhne nach seiner letzten Verfügung zur Ruhe gebettet wurde.
Guarinoni veranlasste auch den Bau der Kapelle auf der Stiftsalm im Voldertal und der Borgiaskapelle in Volderwald (Tulfes). Die Kapelle zum Volderer Wildbad ist mehrmals abgebrannt, der jetzige Bau geht also nur indirekt auf Guarinoni zurück.
Gegenüber im Inntal entwarf er den Plan fürs Annenkirchlein in Bad Baumkirchen.

### Der Schriftsteller

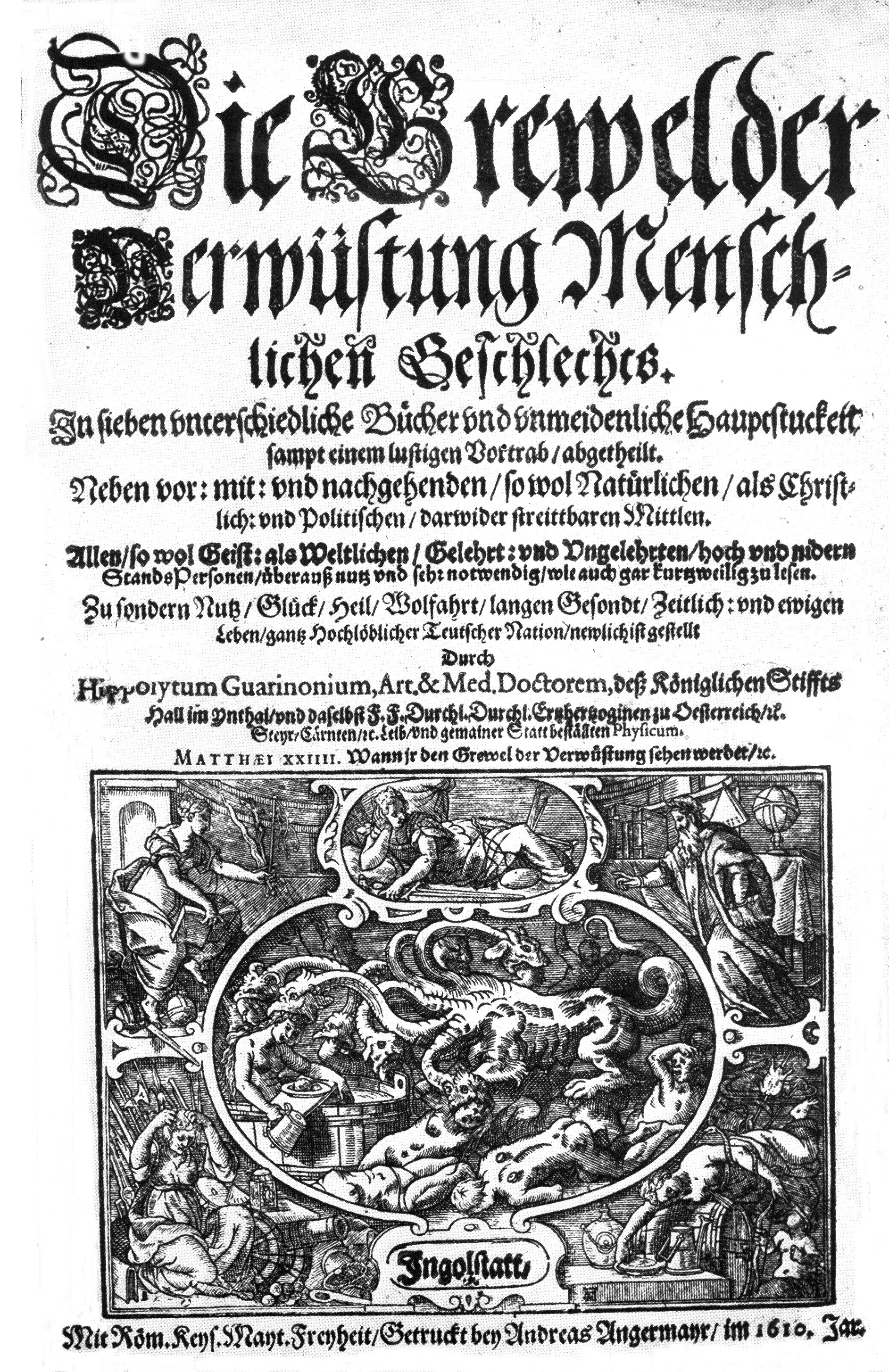
Titelblatt der Grewel der Verwüstung

Guarinoni ist in Tirol nicht nur durch seine Bautätigkeit, sondern mehr noch durch seine medizinischen, religiösen und rhetorischen Schriften bekannt.
Seine bedeutendste Arbeit ist das 1610 in Ingolstadt erschienene Werk Grewel der Verwüstung menschlichen Geschlechts, ein voluminöser Foliant, der sich durch sein Ausufern in Form und Inhalt einer klaren Gattungszuordnung entzieht. Unter anderem behandelt Guarinoni in diesem Werk folgende Gegenstände: „Doctor und Apodecker, Dück der Weiber. Dawung (Verdauung), Ebenen und Birg (Berge), Fresser und Sauffer, Engelländische Comedianten, Calendarische Narrheiten, Anekdoten vom Eulenspiegel, Fuchsschwänzer, Die Fechtschulen. Hundsrecht bei den Teutschen, Juden und Ketzer fressen gerne Fleisch. Lob der alten Weiber. Lobgesang der Gerhaben (Vormünder), Marx- und Lucasbrüder, Mühl- und Müllerbetrug. Natur der Gäns und Weiber. Nudel und Plenten der Bauern Speiß. Predicanten Freßdeckanten etc.“ Guarinionis Grewel sind aber auch eine Fundgrube für die deutsche Sprachkunde, insbesondere für ungewöhnliche provinzielle Ausdrücke, wie es überhaupt eine nicht zu verachtende Quelle provinzieller Bezüge jeder Art, reich sowohl an ächt deutschen Sprichwörtern als an Redensarten, Anspielungen und Vergleichen.
Unter den vielen medizinischen Schriften hat die „Pestilentz Guardien“ (1612) Bekanntheit erlangt. Dieses in schwerer Zeit  verfasste „Traktätlein“ ist wie die „Grewel“ in sieben Abschnitte unterteilt: 1. Guardi (= Empfehlung) für den gesunden Menschen, 2 Guardi für Priester, Krankenwärter und Todtengräber, 3. Guardi für die infizierten Häuser, 4. Guardi für die Friedhöfe, 5. Guardi für Kleider und Wäsche, 6. Guardi gegen verschiedene Irrtümer, 7. Guardi für Leute, die von der „Salzsur“ (Salzlauge) geschädigt und verbrannt wurden.
Weiters zu erwähnen sind die 1640 entstandene „Hydroenogamia triumphans“ und die „Chylosophiae academicae artis Aesculapiae novis astris illustratae tomi duo“ (1648).
Neben zahlreichen Heiligen-Viten (unter anderem über Kardinal Karl Borromäus, den heiligmäßigen Kapuzinerpater Thomas von Bergamo, die Heiligen Lea und Vinzentia sowie die Erzherzogin Eleonore von der Steiermark) schrieb Guarinoni nach grobianischer Meistersinger-Manier auch mit jesuitischem Ethos „Gesprächsspiele“.
1651 beendete Guarinoni ein Buch über einen angeblichen jüdischen Kindsmord, der sich im Jahr 1462 in der Tiroler Gemeinde Rinn zugetragen haben soll. Der Titel dieser unveröffentlichten Handschrift, die sich im Stiftsarchiv von Wilten befindet, lautet: „Begrü(n)dete Historj Der Marter deß Hailig = Unschuldigen Khindts Andree Von Rinn, so durch die Juden, Im 1462. Jar, Den 12. tag Julj, dem Christe(n)thumb zu Hoon Vnd Spott, Ermördt ...“ Bei der Verfassung dieses Werkes arbeitete Guarinioni mit fragwürdigen Erhebungsmethoden. Er verarbeitete eigene Träume und zog daraus phantastische  Schlussfolgerungen. Alle handelnden Personen sind nachträglich mit erdachten Namen belegt und die mitgeteilten Daten reine Fiktion. Aus dem Werk Guarinonis entwickelte sich der antisemitische Kult um Anderl von Rinn, der sich bald in ganz Tirol verbreitete. Erst in den 1980er Jahren distanzierte sich die katholische Kirche allmählich von Legende und Wallfahrtskult, der vom Innsbrucker Bischof per Dekret vom Juli 1994 endgültig beendet wurde.
Unverfänglich ist hingegen Guarinonis Beschreibung des Lebens und Wirkens der hl. Notburga von Rattenberg, die durch das so genannte „Sichelwunder“ bekannt ist und als Schutzpatronin der Dienstmägde, der Armen und Bauern gilt.
Jürgen Bücking zählt in seiner 1968 erschienenen Studie „Kultur und Gesellschaft in Tirol um 1600“ folgende Punkte einer aus heutiger Sicht kritischen Wertung Guarinonis auf:
- die blinde Gläubigkeit gegenüber allen kirchlichen Legenden und gegenüber aller literarischen Tradition, gleich welcher Art,
- die mangelnde Fähigkeit, die Vergangenheit aus ihrem Anders-Sein heraus zu begreifen,
- ein Mangel an Reflexion und Relativierung,
- ein in vieler Beziehung tiefstehendes Wissen; selbst auf seinem Fachgebiet verhindert starre Orthodoxie die Aufnahme außerschulischer Erkenntnisse (Vesalius, Paracelsus), vermischt sich aber mit abergläubisch-legendären Elementen (auch wenn er selbst zeit seines Lebens beteuert hat, dass „das astrologische und alchimistische Fabelwerk“ ebenso wie der „Mit-, Aber- und Katzenglauben“ die größten Irrtümer seiner Zeit seien),
- eine starke Einengung aller Probleme allein auf den moralischen Aspekt.

### Der Botaniker
Ein von Guarinoni angelegtes Herbarium, seit 1876 mittels Schenkung des Stiftes Wilten im Besitz des Landesmuseums Ferdinandeum, ist eines der ältesten Sammlungen dieser Art in Mitteleuropa. Das zwischen 1610 und 1630 in Buchform mit Holzdeckel und abgeschrägten Kanten angelegte Sammlung beginnt mit einem 13-seitigen lateinisch-deutschen Index und enthält auf 106 Seiten 633 aufgeklebte Pflanzen, die in der näheren Umgebung von Innsbruck gesammelt wurden.

## Legenden
Der Stein des Gehorsams: Der Überlieferung nach soll sich beim Bau der Karlskirche oberhalb der Baustelle ein Stein gelöst haben, der im Begriffe war,  auf die Bauarbeiter herabzustürzen. Durch einen Zuruf Guarinonis soll er aber auf wundersame Weise zum Stillstand gekommen sein. In Erinnerung an die überstandene Bedrohung ließ Guarinoni einen Teil davon sichtbar einmauern. Der Stein und eine Tafel befinden sich in der Karlskirche gleich nach dem Eingang und dem Seitenaltar auf der rechten Seite.
Ein Almosen: Ein Bauernmädchen, welches den Bauarbeitern zusah, soll Guarinoni für seinen Fleiß eine Nuss geschenkt haben, die noch heute im Archiv des neben der Karlskirche gelegenen Servitenklosters aufbewahrt wird. Der Nuss ist ein Zettel mit dem handschriftlichen Vermerk des Meisters „Mein Almosen“ beigelegt.
Guarinoni und Kardinal Karl Borromäus: Legendenhaft ist auch der Bericht über die Tätigkeit Guarinonis als Page des Mailänder Kardinals Karl Borromäus. Dieser soll dem kleinen Hippolyt geweissagt haben, dass er später ihm, Borromäus, zu Ehren eine Kirche bauen werde.

## Die Grabstätte
Guarinoni verstarb am 31. Mai 1654, am Fest der Heiligsten Dreifaltigkeit. Er ist in „seiner“ Karlskirche begraben. Auf der Grabplatte steht zu lesen:
ECCE VIATOR

ORBI FAMOSUS IN ARTE VIRTUTE DOCTRINA PIETATE ET NOBILITATE

PRAECLARUS MEDICUS HIPPOLYTUS QUARINONIUS AB HOFFPERG ET 

FOLDERTHURN TRIDENTINUS HUJUSCE PRAESENTIS ECCLESIAE FUNDATOR ET EXTRUCTOR

DEFUNCTUS ULTIMO DIE MAII ANNO MDCLIV JACET HIC QUI UT CUM ADIACENTE DELECTA CONIUGE SUA HELENA TOTAVE SUA FAMILIA GAUDETA AETERNA

DEUM TER OPT MAX APPRECARE
Zu deutsch:
Sie hier, o Wanderer!

Der durch Kunst, Tugend, Wissenschaft, Frömmigkeit und Edelsinn

weltberühmte ausgezeichnete Arzt Hippolyt Guarinoni zu Hoffberg

und Volderthurn, aus Trient gebürtig, der Gründer und Erbauer dieser Kirche,

gestorben am letzten Maientag des Jahres 1654, liegt hier begraben und möge sich

samt seiner ebenfalls hier ruhenden geliebten Gemahlin Helena und seiner ganzen Familie,

die hochheilige Dreifaltigkeit preisend, erfreuen.
Das Altarbild des Dreikönigsaltares, vor dem die Toten ruhen, hatte der Münchner Wilhelm Schöpfer bereits 1633 gemalt. Es zeigt die Familie des Bauherrn und Baumeisters in einer Person.

## Werke
- Grewel der Verwüstung menschlichen Geschlechts, Ingolstadt 1610
- Hydroenogamia triumphans ... = Heillig und heilsamber Wasser, und Wein Heurath, Innsbruck 1640 (Digitalisat)
- Chylosophiae academicae artis Aesculapiae novis astris illustratae, Innsbruck 1648 (Digitalisat).